# Kornik ostrozębny
Kornik ostrozębny (Ips acuminatus) – gatunek chrząszcza zaliczany do kornikowatych.
Rójka
Przebiega w na przełomie maja i czerwca.
Wygląd
Larwa beznoga (jak u wszystkich kornikowatych), barwy białej, z jasno-brunatną głową. Poczwarka typu wolnego, barwy kremowej, kolebka poczwarkowa w bielu. Imago wielkości 2,2–3,9 mm. Chrząszcz walcowaty, krótki, krępy barwy rdzawobrunatnej do ciemnobrunatnej, lśniący. Przedplecze nieco krótsze od długości pokryw. Pokrywy z regularnymi rzędami dużych punktów (wgłębień), międzyrzędy płaskie z drobniejszymi punkcikami. Dymorfizm płciowy przejawia się na ścięciu pokryw: samiec ma po trzy wyrostki (zęby) na każdej z pokryw, z których dwa są stożkowate, a trzeci duży, wyraźnie rozdwojony na końcu. Samica ma ząbki zredukowane, stożkowate, przy czym trzeci jest największy.
Występowanie
Występuje od środkowej i północnej Europy, przez Syberię po Azję Mniejszą, Koreę i Japonię. Na całym obszarze Polski, często wyspowo.
Pokarm
Larwa żeruje pod cienką korą strzał i konarów na sośnie zwyczajnej, wyjątkowo na świerku i modrzewiu. Żer uzupełniający jest przedłużeniem chodników larwalnych. Młode chrząszcze mogą również żerować w innym miejscu w świeżej korowinie, na strzale lub w gałęziach, mogą również żerować w szyjkach korzeniowych kilkuletnich drzewek.
Znaczenie
Atakuje górne partie strzał i konary w starszych drzewostanach, w ostatnich latach spotykany jest również w drągowinach i młodnikach. Przy sprzyjających warunkach atmosferycznych możliwa jest rójka młodych owadów w sierpniu. Możliwe są więc jedna lub dwie generacje, a nawet generacja siostrzana.